# Гръко-бактрийско царство
Гръко-бактрийските царства възникват в резултат от елинизирането на западноиранското плато, благодарение на експанзията на Александър Македонски. След разпадането на Македонската империя, тя била разделена на отделни провинции, управлявани от наместници – така например в Египет управлявал Птолемей, в Тракия – Лизимах, Антипатър в Гърция, а в Сирия и Близкия изток – Селевк. Всички тези пълководци били другари на Александър Македонски, преди неговата смърт.

## Новата администрация
Превземайки Бактрия, Гандара и част от Согдиана, Александър не премахвал местната администрация, а просто назначавал свои наместници. В Персия например, той не наложил характерното за елинския свят деление на полиси, а запазил местните сатрапии.

## Елинизиране на завзетите територии
В завзетите територии били създадени библиотеки и типични гръцки театри, които играли важна роля при елинизирането на местното население.

## Най-важните владетели
- Диодот I, 255 – 239 пр.н.е.
- Диодот II, 239 – 235 пр.н.е.
- Евтидем I, узурпатор 235 – 200 пр.н.е., Антиох III води война против царството 209 – 206 пр.н.е.
- Деметрий I, 200 – 182 пр.н.е.
- Евтидем II, ок. 180 пр.н.е.
- Антимах I, 185 – 170 пр.н.е.
- Деметрий II,
- Агатокъл, 190 – 180 пр.н.е.
- Аполодот I, 180 – 160 пр.н.е., свален
- Антимах II, 174 – 165 пр.н.е.
- Евкратид I, 171 – 145 пр.н.е., управлява най-малко 24 години
- Евкратид II Сотер 145 – 140 пр.н.е., син и сърегент на Евкратид I
- Хелиокъл I ок. 157 – 145 пр.н.е. син на Евкратид I